# Cyrtarachne bicolor
Cyrtarachne bicolor är en spindelart som beskrevs av Tamerlan Thorell 1898. Cyrtarachne bicolor ingår i släktet Cyrtarachne och familjen hjulspindlar.
Artens utbredningsområde är Myanmar. Inga underarter finns listade i Catalogue of Life.